# Rucayo
Rucayo es una pedanía perteneciente al término municipal de Boñar (provincia de León, situado al noroeste de España) 

## Ubicación
Se sitúa al noreste de la provincia de León, a unos 60 km de la capital leonesa y a 17 km de la Villa de Boñar. 
Está enclavado en el valle del río Lagüeria rodeado en su zona norte y oeste por la reserva regional de caza de Mampodre y hacia el sureste por el embalse del Porma.
Se encuentra limitado al norte por el municipio de Puebla de Lillo, al oeste por el de Valdelugueros. Al sur y este limita con el pueblo de Valdehuesa y con terrenos de Boñar, a cuyo ayuntamiento pertenece.

## Historia
Se trata de un enclave con más de 500 años de historia; sus gentes se han dedicado siempre a la ganadería y a la agricultura.
Su principal motor económico era la ganadería vacuna para carne y leche en pequeñas explotaciones familiares de 10 a 15 animales, que también eran utilizados como tiro de carros o útiles de labrar la tierra; cerdos, gallinas, cabras, caballos y ovejas, completaban las pequeñas explotaciones familiares, así como la recolección de hierba para pasto, el cultivo de centeno y pequeñas explotaciones hortícolas. La caza siempre jugó un papel importante en la población, así como la explotación de los bosques maderables de roble autóctono.
Mantiene aún hoy, ricos pastos en sus puertos de alta montaña, que en los meses de primavera y verano se arriendan a pastores de ovejas merinas procedentes de Extremadura, por lo que siempre se ha mantenido dentro de las influyentes rutas de la trashumancia.
En tiempos hubo una mina de carbón que propició el florecimiento de la aldea pero que se abandonó en torno a 1965.
En 1968 se puso en servicio el embalse del Porma o de Vegamián, que inundó el rico valle del mismo nombre y los de sus valles subsidiarios, entre otros el del arroyo Lagüeria. Este hecho marcó un gran cambio en la fisonomía de Rucayo, que desde ese momento sufrió un mayor aislamiento pues el resto de las poblaciones próximas, Quintanilla, Ferreras o Utrero, fueron sepultadas por el pantano.
La construcción del pantano supuso también el desvío del camino vecinal de acceso al pueblo y a Valdehuesa, que originalmente llevaba a la carretera principal en las proximidades de Vegamián.
Desde ese momento, la población comenzó una imparable emigración que fue dejando abandonado el pueblo.
En 1984 y durante dos años, se reabrió la explotación minera, lo que trajo nuevos habitantes temporales, además del arreglo de la carretera y el puente de la entrada sobre el río. La escasa productividad de la mina hizo que pronto se abandonara de nuevo la explotación.
Su iglesia parroquial de mampostería se terminó en el año 1817 y está dedicada a San Miguel Arcángel, si bien las fiestas patronales se celebran el día 16 de julio en honor del Santo Cristo de los Afligidos.
Se rige por el sistema de Concejo Abierto presidido por una Junta Vecinal compuesta por tres miembros.

## Demografía
Actualmente tiene 5 habitantes en invierno pero su población pasa a ser muy superior en verano. Censados tiene 29 habitantes, 14 varones y 15 mujeres (INE 2022).
| 36            | 34 | 33 | 33 | 35 | 37 | 34 | 40 | 29 | 26 | 27 | 33 | 33 | 28 | 29 |
| (Fuente: INE) |    |    |    |    |    |    |    |    |    |    |    |    |    |    |

## Tradiciones
- La machorra
- Juego de bolos

- Datos: Q6113409